# Rue de Tilsitt
Cet article concerne la rue parisienne. Pour la rue marseillaise, voir Rue de Tilsit.
La rue de Tilsitt est une rue parisienne située près de la place de l’Étoile (devenue la place Charles-de-Gaulle en 1970), dans les 8e arrondissement (quartier du Faubourg-du-Roule) et le 17e arrondissement (quartier des Ternes).

## Situation et accès

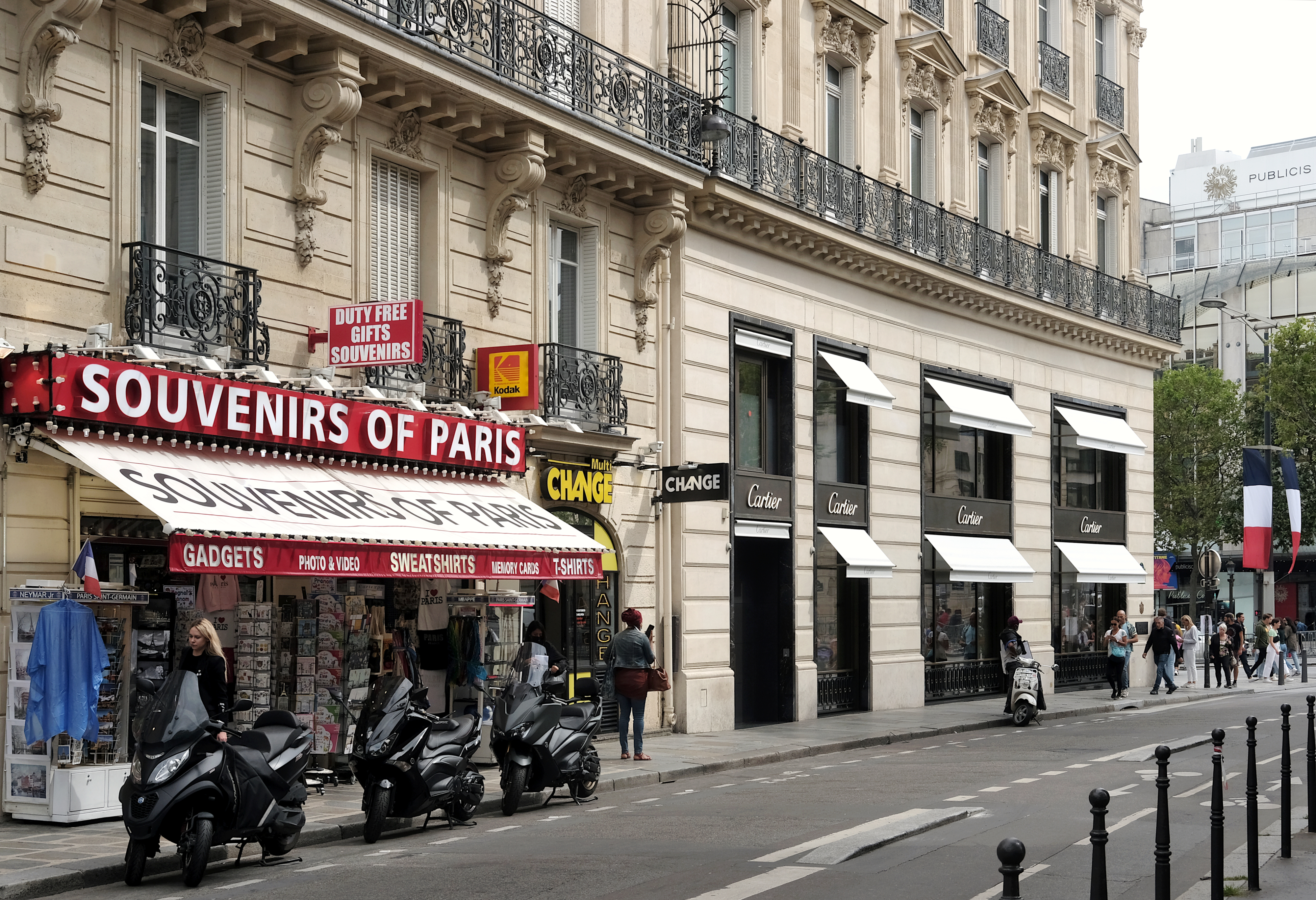
Rue de Tilsitt à proximité de l'avenue des Champs-Élysées.

La rue de Tilsitt et la rue de Presbourg forment à elles deux un cercle parfait et célèbrent toutes les deux des victoires « diplomatiques » de Napoléon Ier. Pour la rue de Tilsitt, il s’agit des traités de Tilsit de 1807.
Ce site est desservi par les lignes 1, 2 et 6 à la station Charles de Gaulle - Étoile.

## Origine du nom
Cette rue, en raison du voisinage de l'arc de triomphe de l'Étoile, porte le nom des traités de Tilsit signé le 7 juillet 1807 entre la France, la Russie et la Prusse.
L'orthographe « Tilsitt », qui résulte du décret du 2 mars 1864 dénommant la rue, est une variante de Tilsit, ville de Prusse-Orientale, aujourd'hui Sovetsk en Russie. Dans les anciennes orthographes de l'allemand on avait tendance à redoubler des consonnes simplement pour mieux marquer que la voyelle précédente était brève. La modification de l'orthographe du nom d'une voie de Paris nécessiterait un arrêté municipal et, partant, un vote du Conseil de Paris.

## Historique
Cette rue ouverte par un décret du 13 août 1854 prend sa dénomination actuelle par un décret du 2 mars 1864.

## Bâtiments remarquables et lieux de mémoire
Les hôtels de la rue de Tilsitt vers la place Charles-de-Gaulle ont été construits en 1868 suivant le modèle uniforme dessiné dès 1853 par l'architecte Jacques-Ignace Hittorff et réalisés par l'architecte Charles Rohault de Fleury.

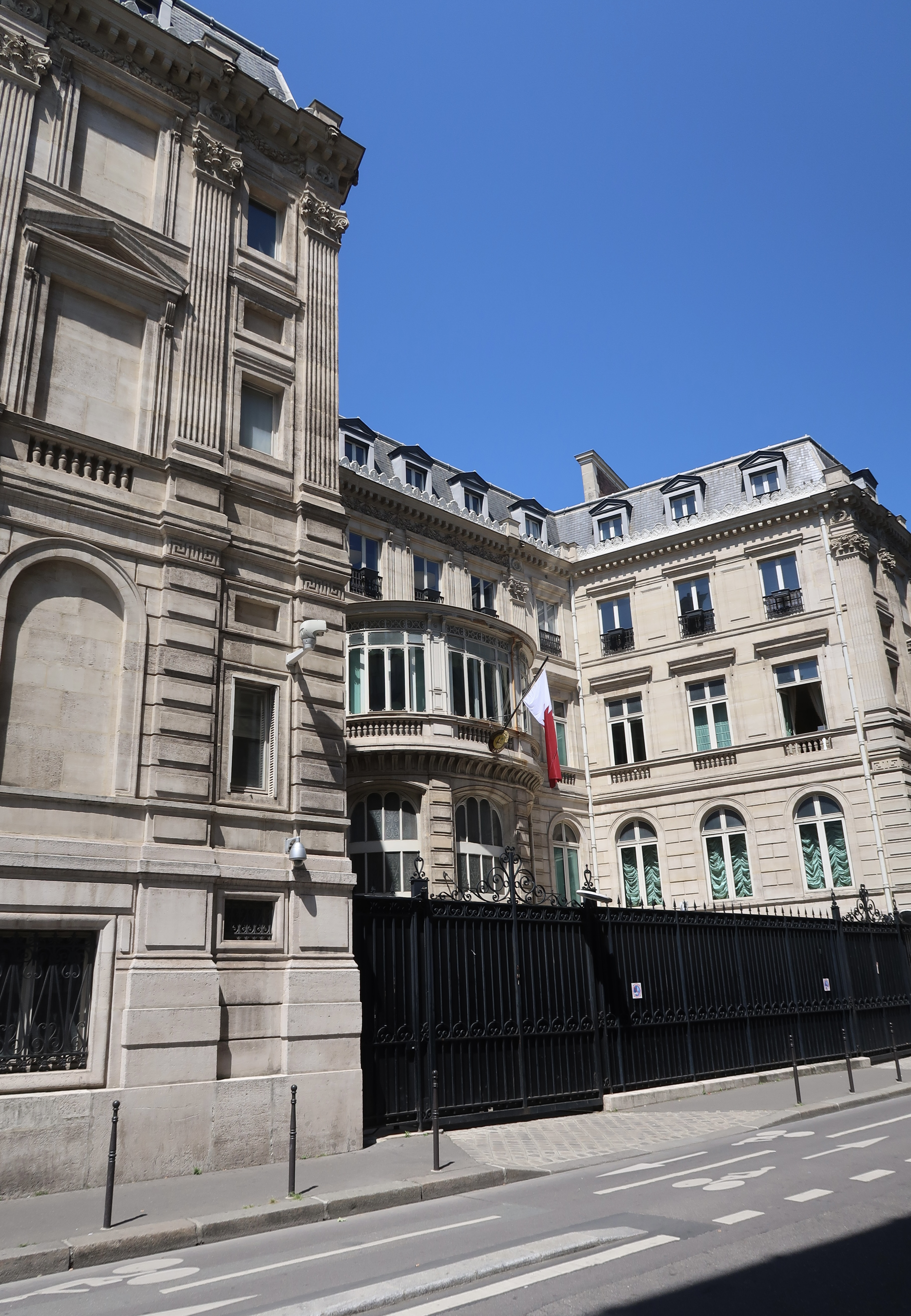
No 1 : hôtel de Carcano, aujourd'hui ambassade du Qatar.

- No 1 : hôtel de Carcano, qui renfermait une douzaine de tableaux d'Eugène Delacroix, Camille Corot, Théodore Rousseau, Constant Troyon et de maîtres de l'École hollandaise[1]. L’hôtel a été construit pour Anne-Marie-Adèle Caussin par l'architecte Charles Rohault de Fleury sur un terrain acheté en 1867. Anne-Marie-Adèle Caussin a épousé le marquis Landolfo de Carcano en 1889. L’hôtel possède une remarquable décoration intérieure réalisée par les peintres Charles Chaplin, Pierre-Victor Galland, Alexis-Joseph Mazerolle, Alexandre Denuelle. L’intérieur de l'hôtel est en partie  Classé MH (1976)[2]. On y trouve des colonnes corinthiennes dans l’entrée, des plafonds peints et des cariatides[3].

Depuis 2007, l’hôtel abrite l’ambassade du Qatar. En 2020, celle-ci ouvre pour la première fois ses portes au public à l’occasion des Journées européennes du patrimoine .
Le 23 mai 2022, un agent de sécurité de l’ambassade est battu à mort et étranglé par un individu, connu pour ses antécédents psychiatriques, ayant tenté de s'introduire dans le bâtiment.
- No 3 : la comtesse Le Hon y est morte en 1880[6]. Selon André Becq de Fouquières, Anne-Françoise de Rocquigny du Fayel, par son mariage Mme Edmond Archdeacon, quitta son hôtel du 15, avenue des Champs-Élysées pour venir résider à cette adresse après la mort de son mari, survenue en 1906[7]. Le géologue Albert-Auguste Cochon de Lapparent y est mort en 1908[6]. L’écrivain Maurice Rostand (1891-1968) y habitait en 1933[8] dans un appartement que lui louait la baronne James de Rotschild[9]. Ambassade du Kazakhstan en France.
- No 5 : en 1890 habite à cette adresse le marquis de Morès (1858-1896), qui y est arrêté et conduit au dépôt le jour du 1er mai « pour avoir fourni des subsides aux anarchistes et avoir ainsi aidé à leur propagande »[10]. En réalité, le marquis est un dirigeant de la Ligue antisémitique, connu pour ses prises de position antidreyfusardes[11]. L'homme d'affaires François André y réside, jusqu'à sa mort survenue à Cannes. L'actrice Simone Simon y décède le 22 février 2005.

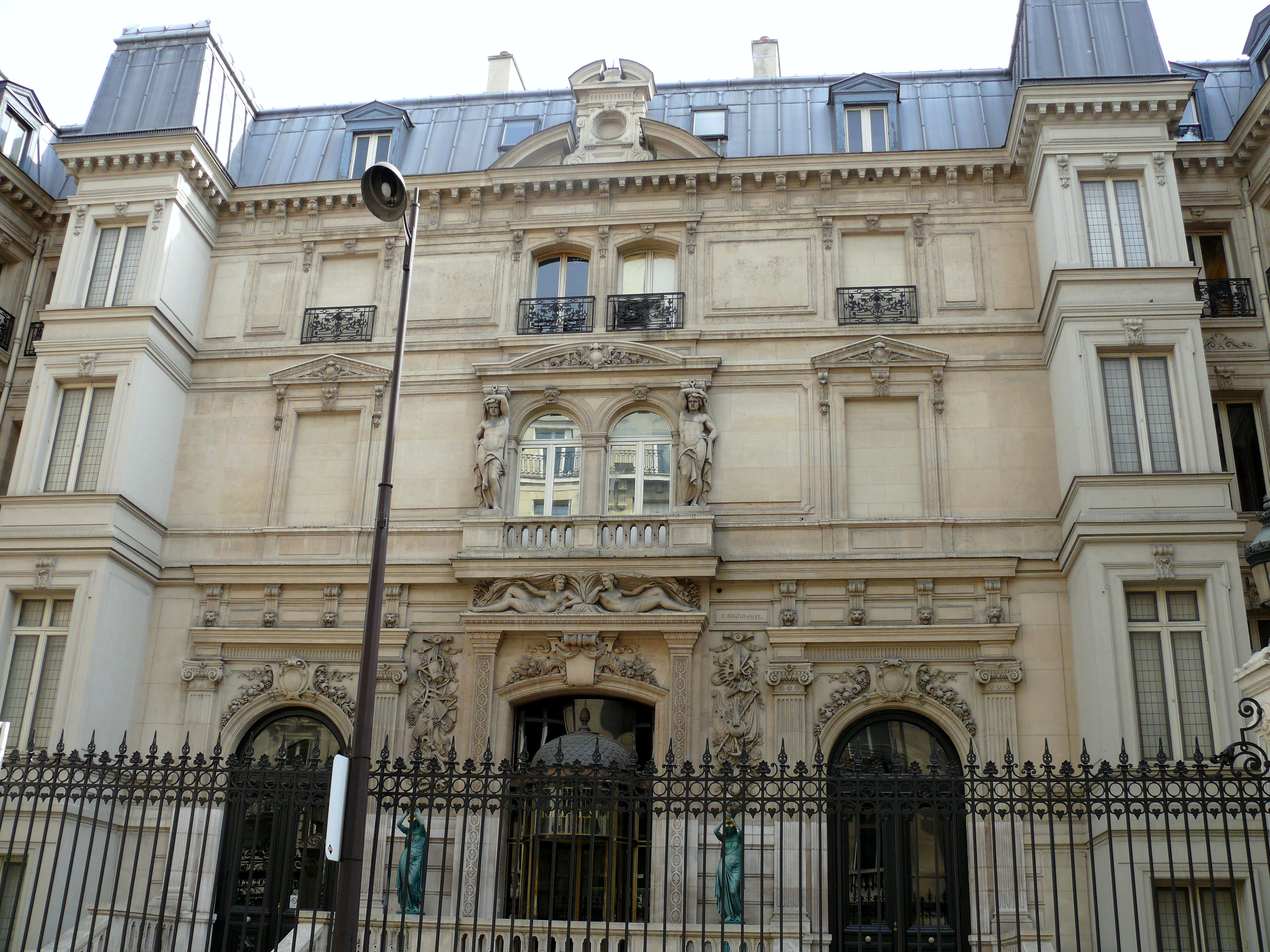
No 7 : hôtel de Günzburg.

- No 7 : hôtel de Günzburg. Sur un terrain acheté en 1867, l'architecte Charles Rohault de Fleury construit cet hôtel pour le baron Joseph de Günzburg. Sa décoration sur la rue de Tilsitt a été réalisée par le sculpteur Frédéric-Louis Bogino et on peut y voir la représentation de l'Agriculture et de l'Industrie. La décoration intérieure a été peinte par Charles Chaplin, Alexandre Denuelle, Alexis-Joseph Mazerolle[12].
- No 9 : le terrain de cet immeuble fit l’objet d’un contrat signé le 8 août 1866 entre la Ville de Paris et l’association Lescanne-Perdoux et Jules Lebaudy. En 1866 fut entreprise la construction d’un bâtiment sur caves et élevé d’un soubassement, un rez-de-chaussée, deux étages carrés et un troisième en mansarde. La valeur de l’hôtel représentait à ses origines 290 000 francs ;
  - L'hôtel, encore à l'état de simples fondations, est acquis en 1874 par le Brémois M. Guillermoz de Schutte pour la somme de 420 000 francs. Le nouveau propriétaire termine les travaux et y fait adjoindre des écuries ;
  - En 1876, l'hôtel est revendu pour 1 250 000 francs à l'industriel et milliardaire américain John W. MacKay. C’est à lui et à son épouse Marie-Louise que l’on doit la décoration intérieure de l’hôtel. Les Mac-Kay resteront vingt ans dans l’hôtel qu'ils revendent en 1896 à Victor Klotz pour la somme de un million ;
  - Victor Klotz meurt dix ans après l’achat de l’hôtel en février 1906, laissant son patrimoine à sa femme et à ses fils. Mme Klotz y avait réuni une collection de boîtes à fard, de poudriers, de flacons de parfum de toutes les époques et de toutes les civilisations[1]. Les fils de Mme Klotz ont du mal à garder l’hôtel en raison des dettes accumulées par leur oncle défunt, Louis-Lucien Klotz, avocat puis ministre des Finances et sénateur ;
  - Le Crédit foncier, se faisant pressant pour être remboursé des intérêts de retard accumulés, obtient un jugement de saisie et l’immeuble est vendu par adjudication au tribunal de la Seine le 8 avril 1937. Le Crédit foncier de France rachète son gage pour 1 250 000 francs. Il revend l’immeuble en 1941 à la Société civile immobilière Étoile-Tilsitt, formée pour cet achat et qui paiera 5 millions de francs ;
  - L’hôtel est revendu le 21 juin 1951 pour 105 millions de francs à l’État belge et devient l'actuelle ambassade du Royaume de Belgique.
- No 11 : siège social de la société française de services informatiques et de conseil en management Capgemini.
- No 14 : appartement meublé loué par le couple d'écrivains Zelda et Francis Scott Fitzgerald[13] en 1926[14]. En août 1874 s'y éteint le comte Émile Clément de La Roncière.
- No 16 : Mlle de Craponne, pensionnaire de l'Opéra-Comique, y habita[1].
- No 16 : à partir de l'entre-deux-guerres, annexe du ministère de la Santé[15].
- No 20 : Mlle Miramon, pensionnaire de l'Opéra-Comique, y habita[1].
- No 32 : dans le film Un éléphant ça trompe énormément, Jean Rochefort y apparaît sur la corniche du dernier étage en robe de chambre, après avoir dû évacuer précipitamment l'appartement d'Annie Duperey, à la suite de l'arrivée inopinée de son mari.

### Sources
- André Becq de Fouquières, Mon Paris et ses Parisiens, Paris, Pierre Horay, 1953, vol. I.
- Félix de Rochegude, Promenades dans toutes les rues de Paris. 8e arrondissement, Paris, Hachette, 1910.